# Gregory Porter
Gregory Porter (sinh 4 tháng 11 năm 1971) là một ca sĩ nhạc Jazz người Hoa Kỳ đã đoạt giải Grammy, ông còn là một nhà soạn nhạc, và kịch sĩ. Porter đã đoạt được Grammy 2014 với đĩa Liquid Spirit về thể loại đĩa nhạc Jazz về giọng ca nhạc hay nhất (best jazz vocal album).

## Cuộc đời và sự nghiệp

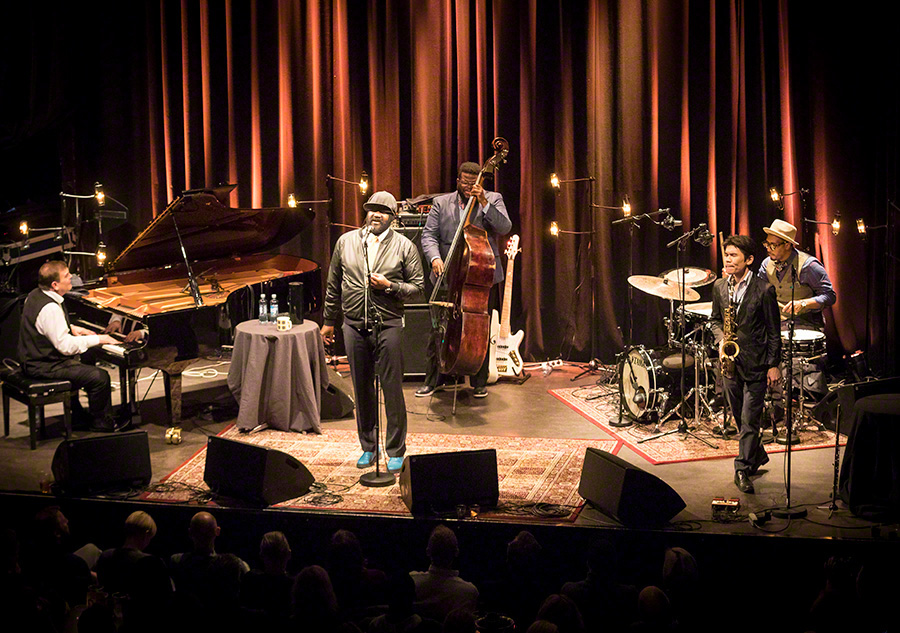
Gregory Porter, Oslo (2016)

Gregory Porter sinh ra tại Sacramento và lớn lên ở Bakersfield, California, nơi mẹ ông là một mục sư. Khi tốt nghiệp Highschool 1989, ông nhận được học bổng toàn phần về thể thao của đại học công cộng San Diego, nhưng vì bị thương vai phải chấm dứt sự nghiệp bóng bầu dục.
Khi còn nhỏ ông đã hát nhạc Gospel với mẹ ông. Ngoài ra ông còn chịu ảnh hưởng nhạc Soul và Rhythm & Blues. Đối với ông, Nat King Cole, Leon Thomas và Nina Simone là những tấm gương sáng trong ca nhạc. 1999 Porter với giọng hát Baritone là ca sĩ trong chương trình Broadway It Ain't Nothin’ But the Blues. Hiện ông đang sống ở Brooklyn.
Porter nổi tiếng vào năm 2010 với đĩa nhạc đầu tiên Water (Motéma Music), được đề cử cho giải Grammy (Giọng ca nhạc Jazz hay nhất). 2012 tiếp theo là đĩa Be Good (cũng được đề cử giải Grammy cho thể loại Rhythm & Blues), với các bản nhạc như "Be Good (Lion’s Song)", "On My Way to Harlem" và "Real Good Hands". 2013 ông được hợp đồng với hãng nhạc Blue Note Records, mà đã phát hành đĩa thứ 3 Liquid Spirit. Cũng như Be Good đĩa này cũng được sản xuất bởi Brian Bacchus, mà là A&R Manager của Norah Jones trong đĩa nhạc đầu tiên Come Away with Me.